# Мартін Гавлат
Мартін Гавлат (чеськ. Martin Havlát; 19 квітня 1981, м. Млада-Болеслав, ЧССР) — чеський хокеїст, правий нападник.
Вихованець хокейної школи «Ітонг» (Брно). Виступав за ХК «Тршинець», «Комета» (Брно), «Оттава Сенаторс», «Спарта» (Прага), ХК «Зноємшті Орлі», «Динамо» (Москва), «Чикаго Блекгокс», «Міннесота Вайлд», «Сан-Хосе Шаркс», «Нью-Джерсі Девілс», «Сент-Луїс Блюз».
В чемпіонатах НХЛ — 647 матчів (211+316), у турнірах Кубка Стенлі — 67 матчів (19+30).
У складі національної збірної Чехії учасник зимових Олімпійських ігор 2002 і 2010 (9 матчів, 3+3), учасник чемпіонатів світу 2000, 2004 і 2011 (18 матчів, 4+5), учасник Кубка світу 2004 (5 матчів, 3+3). У складі молодіжної збірної Чехії учасник чемпіонату світу 2000. У складі юніорської збірної Чехії учасник чемпіонату світу 1999.
Досягнення
- Чемпіон світу (2000), бронзовий призер (2011)
- Учасник матчу усіх зірок НХЛ (2007, 2011)
- Переможець молодіжного чемпіонату світу (2000).